# Цілинний (Абзеліловський район)
Ціли́нний (рос. Целинный, башк. Сиҙәм) — село у складі Абзеліловського району Башкортостану, Росія. Адміністративний центр Альмухаметовської сільської ради.
Населення — 1404 особи (2010; 1455 в 2002).
Національний склад:
- башкири — 70%